# Coppa Europa di Formula 3 2000
La Coppa Europa di Formula 3 2000  (FIA F3 Coupe d'Europe 2000) fu una gara di Formula 3  che si disputò il 12 giugno 2000 sul Circuito di Pau in Francia. Fu l'ottava volta che il titolo continentale si attribuiva in una sola gara, dopo che la manifestazione era stata interrotta nel 1990 e ripresa nel 1999.
La gara venne vinta da Jonathan Cochet su Dallara F399-Renault.

## Partecipanti
| No | Pilota              | Team                      | Telaio       | Motore         |
| -- | ------------------- | ------------------------- | ------------ | -------------- |
| 1  | James Andanson Jr.  | La Filière Elf            | Martini Mk73 | Opel Spiess    |
| 2  | Ying-Kin Lee        | La Filière Elf            | Martini Mk79 | Opel Spiess    |
| 3  | Romain Dumas        | La Filière Elf            | Martini Mk79 | Opel Spiess    |
| 4  | Mathieu Zangarelli  | Signature Compétition Elf | Dallara F399 | Renault Sodemo |
| 5  | Jonathan Cochet     | Signature Compétition Elf | Dallara F399 | Renault Sodemo |
| 6  | Yannick Schroeder   | Promatecme Junior Team    | Dallara F399 | Renault Sodemo |
| 7  | Tiago Monteiro      | ASM Elf                   | Dallara F399 | Renault Sodemo |
| 8  | Tristan Gommendy    | ASM Elf                   | Dallara F399 | Renault Sodemo |
| 9  | Julian Beltoise     | ASM Elf                   | Dallara F399 | Renault Sodemo |
| 10 | Marcos Ambrose      | EMC2 Mygale               | Martini Mk79 | Renault Sodemo |
| 11 | Miloš Pavlović      | RC Benetton Junior Team   | Dallara F300 | Opel Spiess    |
| 12 | Nicolas Kiesa       | RC Benetton Junior Team   | Dallara F300 | Opel Spiess    |
| 14 | Adam Jones          | La Filière Elf            | Martini Mk73 | Opel Spiess    |
| 15 | Philip Giebler      | La Filière Elf            | Martini Mk73 | Opel Spiess    |
| 16 | Julien Piguet       | EMC 2 Mygale              | Dallara F396 | Opel Spiess    |
| 17 | Martin O'Connell    | Rowan Racing              | Dallara F300 | Honda Mugen    |
| 18 | David Moretti       | Griffith's                | Dallara F396 | Fiat Novamotor |
| 19 | Frédéric Makowiecki | Nourry Compétition        | Dallara F396 | Fiat Novamotor |
| 20 | Warren Carway       | Rowan Racing              | Dallara F300 | Honda Mugen    |
| 21 | Antônio Pizzonia    | Manor Motorsport          | Dallara F300 | Honda Mugen    |
| 22 | Juan Manuel López   | Manor Motorsport          | Dallara F300 | Honda Mugen    |
| 25 | Ryo Fukuda          | LD Autosport              | Dallara F399 | Renault Sodemo |
| 26 | Davide Uboldi       | Uboldi Corse              | Dallara F399 | Fiat Novamotor |
| 27 | Paolo Montin        | Target Racing             | Dallara F399 | Opel Spiess    |
| 29 | Takuma Satō         | Carlin Motorsport         | Dallara F300 | Honda Mugen    |
| 30 | Ben Collins         | Carlin Motorsport         | Dallara F300 | Honda Mugen    |
| 31 | Patrick Friesacher  | Opel Team BSR             | Dallara F300 | Opel Spiess    |
| 32 | André Lotterer      | Opel Team BSR             | Dallara F399 | Opel Spiess    |
| 37 | Pierre Gilbert      | Griffith's                | Dallara F396 | Fiat RPM       |
| 64 | Lucas Laserre       | LD Autosport              | Dallara F399 | Renault Sodemo |

## Risultati
| Pos | No | Pilota              | Telaio              | Giri | Tempo/Ritiro | Pos. Griglia |
| --- | -- | ------------------- | ------------------- | ---- | ------------ | ------------ |
| 1   | 5  | Jonathan Cochet     | Dallara-Renault     | 36   | 43:40.066    | 1            |
| 2   | 7  | Tiago Monteiro      | Dallara-Renault     | 36   | +3.006       | 3            |
| 3   | 31 | Patrick Friesacher  | Dallara-Opel        | 36   | +3.534       | 5            |
| 4   | 25 | Ryo Fukuda          | Dallara-Renault     | 36   | +9.027       | 6            |
| 5   | 12 | Nicolas Kiesa       | Dallara-Opel        | 36   | +11.478      | 7            |
| 6   | 4  | Mathieu Zangarelli  | Dallara-Renault     | 36   | +22.264      | 2            |
| 7   | 11 | Miloš Pavlović      | Dallara-Opel        | 36   | +24.780      | 8            |
| 8   | 32 | André Lotterer      | Dallara-Opel        | 36   | +25.186      | 12           |
| 9   | 27 | Paolo Montin        | Dallara-Opel        | 36   | +37.282      | 13           |
| 10  | 22 | Juan Manuel López   | Dallara-Mugen Honda | 36   | +41.611      | 9            |
| 11  | 64 | Lucas Lasserre      | Dallara-Renault     | 36   | +41.844      | 11           |
| 12  | 14 | Adam Jones          | Martini-Opel        | 36   | +53.109      | 15           |
| 13  | 30 | Ben Collins         | Dallara-Mugen Honda | 36   | +54.005      | 21           |
| 14  | 15 | Philip Giebler      | Martini-Opel        | 36   | +1.07.141    | 14           |
| 15  | 1  | James Andanson Jr.  | Martini-Opel        | 36   | +1.07.576    | 20           |
| 16  | 10 | Marcos Ambrose      | Martini-Opel        | 36   | +1.10.094    | 25           |
| 17  | 3  | Romain Dumas        | Martini-Opel        | 35   | + 1 Giro     | 19           |
| 18  | 16 | Juline Piguet       | Dallara-Opel        | 35   | + 1 Giro     | 26           |
| 19  | 19 | Frédéric Makowiecki | Dallara-Fiat        | 33   | + 3 Giri     | 27           |
| 20  | 21 | Antônio Pizzonia    | Dallara-Mugen Honda | 32   | + 4 Giri     | 4            |
| 21  | 20 | Warren Carway       | Dallara-Mugen Honda | 32   | + 4 Giri     | 28           |
| Rit | 6  | Yannick Schroeder   | Dallara-Renault     | 29   |              | 16           |
| Rit | 17 | Martin O'Connell    | Dallara-Mugen Honda | 19   |              | 17           |
| Rit | 26 | Davide Uboldi       | Dallara-Fiat        | 15   |              | 18           |
| Rit | 8  | Tristan Gommendy    | Dallara-Renault     | 10   |              | 22           |
| Rit | 9  | Julien Beltoise     | Dallara-Renault     | 3    |              | 10           |
| Rit | 2  | Ying-Kin Lee        | Martini-Opel        | 3    |              | 23           |
| Rit | 37 | Pierre Gilbert      | Dallara-Fiat        | 2    |              | 29           |
| Rit | 29 | Takuma Satō         | Dallara-Mugen Honda | 0    |              | 24           |
| NP  | 18 | David Moretti       | Dallara-Fiat        |      |              |              |

- Giro veloce:Jonathan Cochet su Dallara-Renault in 1:11.939